# Ernst Haase (Pädagoge)
Reinhold Ernst Haase (* 21. Oktober 1871 in Gerbstedt; † 13. Dezember 1959 in Halle (Saale)) war ein deutscher Pädagoge und Mineraloge.

## Leben
Ernst Haase war der Sohn eines Gerbstedter Kaufmanns. Der Pädagoge Hermann Haase (1867–1933) war sein Bruder.
Ernst Haase besuchte nach der Bürgerschule in Gerbstedt zunächst die Präparandenanstalt und dann von 1889 bis 1892 das Lehrerseminar in Eisleben. Er unterrichtete zunächst an der Volksschule in Belleben und wurde 1896 auf seinen Antrag hin an eine Volksschule nach Halle versetzt.
Neben seiner Lehrtätigkeit an der Schule hörte er an der Universität Halle als Gast Erdkunde, Zoologie, Chemie und Philosophie sowie im Speziellen bei Otto Luedecke Mineralogie und Petrographie sowie Geologie und Paläontologie bei Karl von Fritsch und besuchte darüber hinaus an der Universität Jena noch diverse Ferienkurse.
1900 legte Ernst Haase die Rektorenprüfung ab, übernahm die Leitung einer Mittelschule und wechselte 1903 als Lehrer an das Stadtgymnasium.
Im Jahr 1910 übernahm er als Rektor die Leitung der Weingärtenschule und 1918 die Leitung der sogenannten Alten Volksschule in Halle.
Während seiner aktiven Zeit im Schuldienst trat Ernst Haase als Schulbuchautor mit zahlreichen Lehrbüchern in Erscheinung, die zum Teil sehr erfolgreich waren und mehrere Auflagen erlebten.
1934 schied er aus dem Schuldienst aus, ging in Pension und unterstützte ab dieser Zeit verstärkt als ehrenamtlicher Mitarbeiter das Geologische Institut bei der Bearbeitung der Sammlungsbestände und bei diversen Forschungsvorhaben. Den Schwerpunkt seiner eigenen Forschungen legte er auf die Untersuchung des Porphyrs in der Umgebung von Halle (Hallescher Porphyrkomplex, Löbejüner Porphyr).
1940 wurde Ernst Haase in der Sektion Mineralogie, Kristallographie und Petrologie als Mitglied in die Deutsche Akademie der Naturforscher Leopoldina aufgenommen.
Nach Kriegsende wurde er 1946 Ehrendoktor der Naturwissenschaftlichen Fakultät der Martin-Luther-Universität und trat zunächst 1946 eine Lektorenstelle an der Universität an, bevor er 1947 zum Professor für praktische Pädagogik, insbesondere für die Methodik des Biologie- und Chemieunterrichts, in der neugegründeten Pädagogischen Fakultät ernannt wurde. 1952 bat Ernst Haase auf Grund seines hohen Alters um die Versetzung in den Ruhestand.
Ernst Haase war ab 1924 Vorstand des Vereins zur Bekämpfung der Tuberkulose und im Jahr 1945 Mitbegründer der Liberal-Demokratischen Partei Deutschlands (LDP) in Halle.
Er war seit 1901 mit seiner Frau Hedwig (1875–1961), geborene Kürsten, einer Tochter des Lehrers Robert Kürsten aus Sangerhausen, verheiratet. Das Ehepaar hatte zwei Söhne und drei Töchter.

## Schriften
- Lötrohrpraktikum. Anleitung zur Untersuchung der Minerale mit dem Lötrohre. Nägele, Leipzig 1908 (Digitalisat), 2. Auflage 1925
- Die Erdrinde. Einführung in die Geologie. Quelle & Meyer, Leipzig 1909, 2. Auflage 1913, 3. Auflage 1919, 4. Auflage 1922, 5. Auflage 1929
- Beiträge zur Kenntnis der Quarzporphyre mit kleinen Kristalleinschlüssen aus der Gegend nördlich von Halle/S. In: Neues Jb. Min., Beil.-Bd. 28, 1909, S. 50–149
- Die Geologie in der Schule. Quelle & Meyer, Leipzig 1918 (Digitalisat)
- Die Probleme des Porphyrs von Schwerz. In: Nova Acta Leopoldina, Neue Folge, 10, 1941, S. 283–310
- Die Altersfolge der vulkanischen Decken in der Gegend von Halle an der Saale. In: Z. Naturwiss. 95, 1941, S. 1–16
- Die Porphyrite von Löbejün. In: Nova Acta Leopoldina, Neue Folge, 12, 1943, S. 281–336